# Uncovered (album AudioFeels)
Uncovered – debiutancki album grupy wokalnej AudioFeels, uczestników programu telewizyjnego Mam talent!. Zawiera 12 coverów zaaranżowanych jako tzw. vocal play. Premiera miała miejsce 5 października 2009 r., w sieci salonów Empik była dostępna wcześniej – od 3 października. 18 listopada 2009 roku album uzyskał status złotej płyty.

## Lista utworów
1. „Sound of silence” (cover Simon & Garfunkel) - 3:44
2. „Otherside” (cover Red Hot Chili Peppers) - 4:05
3. „Thinkin' About Your Body” (cover Bobby’ego McFerrina) - 3:25
4. „Crazy” (Feat. Katarzyna Rościńska; cover Gnarls Barkley) - 3:04
5. „Shape Of My Heart” (cover Stinga) - 4:31
6. „Ai No Corrida” (cover Quincy'ego Jonesa) - 2:57
7. „Nothing Else Matters” (cover Metallica) - 4:30
8. „Twoja Miłość” (cover New Life Music) - 4:49
9. „Just The Two Of Us” (cover Billa Withersa) - 3:40
10. „Hero” (cover Chad Kroeger featuring Josey Scott) - 3:14
11. „Tragedy” (cover Bee Gees) - 3:56
12. „Lux Aeterna” (cover Clinta Mansella) - 3:18

## Pozycje na listach
| Lista | Kraj   | Pozycja |
| ----- | ------ | ------- |
| OLiS  | Polska | 2       |